# Cristòfor Mestre i Artigas
Cristòfor Mestre i Artigas (Sant Pere de Ribes, 1879 — Vilafranca del Penedès,1969). Enginyer agrònom, tècnic en viticultura i tecnologia. Fou director de l'estació enològica de Vilafranca del Penedès (1907-1948), on creà, el 1915, el primer laboratori de microbiologia enològica de l'Estat espanyol i, el 1920, el de fisicoquímica per a l'anàlisi electroquímica dels vins. Va ser germà d'Arnest Mestre i Artigas, director de l'Estació Enològica de Felanitx.
L'any 1947 va ser admès com a membre de la Reial Acadèmia de Ciències i Arts de Barcelona amb el discurs d'ingrés: “Las superfermentaciones en Enología”.
Des de l'any 2008 l'Institut Català de la Vinya i el Vi col·labora amb el Museu de les Cultures del Vi de Catalunya, en la convocatòria del Premi i la Beca Cristòfor Mestre i Artigas, amb l'objectiu de fomentar la investigació tècnica i experimental sobre el cultiu de la vinya i l'elaboració del vi i del cava.